# Rosa Roig i Soler
Rosa Roig i Soler (Marçà, el Priorat, 15 de juny de 1890 - Barcelona, 28 novembre de 1969) fou una pedagoga i feminista catalana, arraconada pel franquisme.

## Biografia
Nascuda a Marçà, era filla de Bonaventura Roig i Queralt, d'Anglesola, i Maria Soler Barceló, de Marçà. Tingué dues germanes, la Mundeta i la Raquel, durant el naixement de la qual morí la mare; la Rosa tenia cinc anys.
Estudià de mestra superior i el 1910 començava els estudis per a professora a l'Escola d'Estudis Superiors de Magisteri de Madrid, on adquirí els ideals de l'institucionalisme krausista. El 1914, una vegada inaugurada l'Escola Normal de Mestres de Palma, Rosa fou de les primeres professores que s'hi incorporà. Els defensors del paper tradicional de la dona criticaren la Rosa i les altres professores, ja que no podien consentir que les futures mestres es formessin en una Normal laica, fessin viatges pedagògics per Espanya i defensessin la coeducació. El 1915, Rosa donà suport a l'Institut d'Estudis Superiors de la Dona de Palma, amb la finalitat de donar educació secundària a les joves i una formació professional.
Fou una ciutadana molt activa i formà part de l'associacionisme cívic de Palma, publicà articles de divulgació científica i de temes d'actualitat a la premsa mallorquina i impartí conferències. Defensà el pacifisme com un valor femení que les dones havien d'aportar a l'educació i a la política. Ella des dels seus anys d'estudis a Madrid es relacionava amb el feminisme institucionalista, que a la vegada connectava amb el moviment feminista de dones universitàries europees i nord-americanes. Per això el maig de 1919 presentava des de la premsa mallorquina la Federació Internacional Femenina, dirigida per Celsia Regis.
Va ser depurada, desterrada i sotmesa a dos consells de guerra pel franquisme. Durant la resta de la seva vida va ser acusada de roja i francmaçona. Des d'aleshores, sense il·lusió ni perspectiva professional –encara que continuà fent classes a una escola Normal de Barcelona–, va viure en un exili interior.

## Reconeixement i memòria
El 2001, Francesca Comas i M. Isabel Miró van publicar-ne la biografía: Rosa Roig. Biografia d'una pedagoga (1890-1936). La població mallorquina de Marratxí va posar el seu nom a un carrer i també ho feu el seu poble natal, Marçà.